# 미스터 주: 사라진 VIP
《미스터 주: 사라진 VIP》는 2020년 1월 22일에 개봉한 대한민국의 영화이다. 김태윤이 각본과 감독을 맡았다.

## 줄거리
국가정보국 에이스 주태주. 중국에서 특사로 온 VIP 판다 '밍밍'을 경호하던 도중 사고가 났다. 이 사고로 태주는 머리를 다쳤고 VIP는 사라졌다. 다행히 태주는 별 이상이 없었지만 이상한 증상을 겪는다. 바로 평소 그토록 싫어하던 동물들이 목소리가 들리기 시작한 것이다. 마트에 진열된 애완동물들, 국가정보국 사무실 어항 속 물고기들. 종류를 가리지 않고 동물이라는 생명체의 목소리가 전부다 들려서 혼란이 오려던 찰나. 떠돌아다니던 군견 '알리'를 만났다. 알리에게 사건의 단서가 있다는걸 알게 된 태주는 결국 기이한 증상을 이용해 알리와 합동수사를 벌이게 된다.

## 캐스팅
- 이성민 : 주태주 / 모기 1 목소리 역
- 김서형 : 민수희 / 모기 2 목소리 역
- 배정남 : 조만식 역
- 신하균 : 강아지(알리) 목소리 역
- 갈소원 : 주서연 / 아기 고슴도치 목소리 역
- 데이비드 맥기니스 : 드미트리 역
- 유인나 : 판다 목소리 역
- 故김수미 : 앵무새 목소리 역
- 故이선균 : 염소 목소리 역
- 이정은 : 고릴라 목소리 역
- 이순재 : 햄스터 목소리 역
- 김보성 : 불독 목소리 역
- 박준형 : 독수리 목소리 역
- 허동환 : 고슴도치 / 럭키 목소리 역
- 김영재 : 황보성 실장 역
- 박혁권 : 백훈 박사 역
- 채경선 : 행사장 사회자 역
- 조한준 : 헤드셋 남 / 밍밍 모션 배우 대역
- 성도현 : 최 중사 역
- 송재하 : 정보국 요원 1 역
- 유지현 : 정보국 요원 2 역
- 윤민 : 정보국 요원 3 역
- 정다정 : 정보국 요원 4 역
- 가엘 : 드미트리 부하 1 역
- 제이슨 : 드미트리 부하 2 역
- 안성봉 : 드미트리 부하 3 역
- 우상기 : 드미트리 부하 4 역
- 권오철 : 드미트리 부하 5 역
- 이재우 : 드미트리 부하 6 역
- 채석운 : 드미트리 부하 7 역
- 김흥래 : 엘리베이터 느끼남 역
- 이동희 : 동물원 원장 역
- 전소현 : 길거리 두더지 아낙 역
- 김영 : 로또(염소) 할아버지 역
- 윤승호 : 로또(염소) 할머니 역
- 이승철 : 한국 대통령 역
- 김영성 : 중국 주석 역
- 서진 : 토이판다 투자사 1 역
- 민구경 : 토이판다 투자사 2 역
- 양희명 : 버스 불량 청년 역
- 리민 : 길목 마부 역
- 정우영 : 교통 경찰 역
- 남경민 : 동티모르 분대장 역
- 표예리 : 수의사 / 현장동물 목소리 대역
- 손화자 : 병실 할머니 역
- 박유밀 : 호경 역
- 최준혁 : 드미트리 대역
- 안윤상 : 말 목소리 역
- 조준호 : 호랑이 목소리 역
- 양혜정 : 지니 목소리 역
- 곽자형 : 멧돼지 목소리 역
- 임새벽 : 가리비 목소리 역
- 김푸름 : 서연 친구 1 역
- 김하은 : 서연 친구 2 역
- 김현우 : 유치원생 1 역
- 홍준기 : 유치원생 2 역
- 김하솔 : 유치원생 3 역
- 김정수
- 박철민 : 버스기사 역 (특별출연)
- 이수경 : 신소진 하사 역 (특별출연)

## 같이 보기
- 2020년 대한민국의 영화 목록